# عصر اسطوره‌ها: تایتان‌ها
عصر اسطوره‌ها: تایتان‌ها (به انگلیسی: Age of Mythology: The Titans) عنوان یک بسته الحاقی برای بازی ویدئویی عصر اسطوره‌ها در سبک استراتژی هم‌زمان است که توسط استودیو انسمبل توسعه یافته و به‌وسیلهٔ مایکروسافت گیم استودیوز، در ۳۰ سپتامبر ۲۰۰۳ منتشر شد. این بازی یک نسخه فرعی از مجموعه بازی‌های عصر فرمانروایان محسوب می‌گردد.
این بازی، نسخه ارتقاء یافته‌ای از بازی عصر اسطوره‌ها بوده و موارد و آیتم‌های جدیدی به آن افزوده شده است. ملت‌های جدید برای انتخاب، ساختمان‌ها و بناهای جدید، مکان‌های جدید و حضور تایتان‌ها از جمله ویژگی‌های جدید می‌باشد.

## داستان
داستان با کرونوس آغاز می‌شود که هنوز در تارتاروس گرفتار است و در حال تماشای آتلانتیانی‌هاست که تلاش می‌کنند از زمستان‌های سخت در سرزمین‌های شمالی پس از نابودی آتلانتیس ۱۰ سال پیش از وقایع عصر اساطیر جان سالم به در ببرند. او خدمتکاری ناشناس را به کلنی می‌فرستد که تئوکرات کریوس را می‌کشد و جسد او را تسخیر می‌کند. «کریوس» از معبدی می‌گوید که در رؤیایی دیده است. آتلانتیس‌ها با استفاده از معبد پیش‌بینی‌شده به نام گذرگاه آسمان، سرزمین شمالی را ترک می‌کنند و به جزیره‌ای پرمحتوا می‌رسند. به محض ورود، کریوس به معابد پوشیده از گیاهان اورانوس و کرونوس اشاره می‌کند. او همه از جمله کاستور را متقاعد می‌کند که آن‌ها را پرستش کنند. این باعث عصبانیت یونانی‌ها می‌شود و به سرعت به آن‌ها حمله می‌کنند. آتلانتیس‌ها با نابودی کل کلنی یونانیان انتقام می‌گیرند. بازماندگان یونانی از شکست خود به ژنرال ملاگیوس می‌گویند. آتلانتیس‌ها به شهر ملاگیوس، سیکیوس، حمله می‌کنند و او را می‌کشند. درست همان‌طور که آتلانتیس‌ها ملاگیوس را می‌کشند، متحدان مصری و شمالی او برای کمک به شهر می‌آیند. کاستور تصمیم به عقب‌نشینی می‌گیرد زیرا آنها بیش از حد قدرتمند هستند. او تصمیم می‌گیرد به سرزمین یونانیان حمله‌ور شود.
در سرزمین شمالی، کاستور معابد شمالی‌ها را ویران می‌کند و معابد آتلانتیس را جایگزین آن‌ها می‌کند تا برتری خود را نشان دهد. او همچنین برج اودین (تنها سنگر اودین روی زمین) را با استفاده از نیروی کرونوس ویران می‌کند. سپس برخی از نیروهای آتلانتیس به سمت مصر حرکت می‌کنند. آرکانتوس به ملکه آماندرا هشدار می‌دهد که آتلانتیس‌ها می‌آیند تا آثار مصری‌ها را بدزدند. آماندرا حفاظ‌های اطراف شهر را تقویت می‌کند، اما آتلانتیس‌ها باز هم موفق به سرقت آنها می‌شوند. آرکانتوس از آماندرا در برابر سربازان آتلانتیس محافظت می‌کند و سپس به او می‌گوید که کاستور فریب خورده است و به او می‌گوید کاستور را پیدا کند و به او کمک کند. در همین حال، کریوس به کاستور به خاطر کارش تبریک می‌گوید و گذرگاه آسمانی را که پیدا کرده است به او نشان می‌دهد که او را به پشت خطوط یونانی‌ها می‌برد. کاستور وارد آن می‌شود و خود را در کوه المپ می‌بیند. کاستور با استفاده از معابد ویژه‌ای که مردانش را به واحدهای اسطوره ای مختلف تبدیل می‌کند، پیروان خدایان المپیا را می‌کشد. با این حال، هنگامی که او این کار را انجام می‌داد، معبد زئوس روی کوه فرو می‌ریزد. در سرزمین‌های یونانی، تایتان پرومته و ارتش پرومته از تارتاروس در حال نابودی سیکیوس هستند.
کریوس از راه می‌رسد و اعلام می‌کند که اقدامات کاستور در یونان، مصر و سرزمین‌های شمالی، همراه با حمله او به المپ، کنترل خدایان المپیا را بر این سرزمین‌ها تضعیف کرده و به تایتان‌های کوچک اجازه تخم ریزی داده است. کریوس شکل واقعی خود، یک دیو بالدار و خدمتکار کرونوس را آشکار می‌کند و می‌گریزد. سپس کاستور توسط سایر آتلانتیس‌ها که تحت کنترل کریوس هستند مورد حمله قرار می‌گیرد. آماندرا با آیاس ملاقات می‌کند و با کمک دسته ای از راک‌ها، عملیاتی را برای نجات کاستور آغاز می‌کنند. او با پشیمانی به خاطر کارهایش، سفرهای خود را با آماندرا و آیاس برای رفتن به دنبال تایتان‌ها آغاز می‌کند. آن‌ها از مصر شروع می‌کنند، اینجا جایی است که نگهبان را بازیابی می‌کنند (نگهبانی که قبلاً در عصر اساطیر به آنها کمک می‌کرد) و از آن برای کشتن سربروس استفاده می‌کنند. سپس به سرزمین‌های شمالی سفر می‌کنند و با شاه فولستاگ، غول قدرتمندی که سرزمین‌هایش توسط تایتان یمیر نابود می‌شود، ملاقات می‌کنند. قهرمانان با کمک فولستاگ و اژدهای نیدهوگ، یمیر را می‌کشند و صلح را به سرزمین‌های شمالی بازمی‌گرداند. قهرمانان سپس به یونان سفر می‌کنند تا منطقه سبز آرام را که در اثر حملات پرومته ویران شده بازیابی کنند. آرکانتوس به آن‌ها توضیح می‌دهد که گایا، که یک تایتان نیز هست، با اعمال کاستور توانمند شده است و از قدرت او برای شفای یونان استفاده می‌کند. آنها سرسبزی‌های تایتان زمین مهربان را پخش کردند و هم آن را شفا دادند و هم پرومته را ضعیف کردند. آن‌ها موفق می‌شوند در حالت ضعیف بر او غلبه کنند. پس از شکست پرومته، قهرمانان به آتلانتیس جدید بازمی‌گردند، جایی که شهروندان را از اتوماتون‌ها نجات می‌دهند. پس از نبرد با تمام اتوماتون‌ها، کاستور و ارتشش آتلانتیس جدید را پس گرفته و خدمتکار کرونوس را تا آتلانتیس قدیمی تعقیب می‌کنند. کرونوس بالای سر آنها ظاهر می‌شود و آمدن، پادشاه تایتان‌ها را اعلام می‌کند. تنها راه برای شکست دادن تایتان‌ها کاشت چهار دانه جادویی در چهار استخر عرفانی برای احضار گایا، مادر تایتان‌ها است.
اندکی پس از کاشت همه درختان، کرونوس ظاهر می‌شود. کرونوس برای از بین بردن هر مخالفی در جزیره پیشروی می‌کند. با این حال، گایا در نهایت آزاد می‌شود و با کرونوس می‌جنگد و او را در یک رانش زمین در تارتاروس دفن می‌کند. سپس به زمین بازمی‌گردد. خدمتکار کرونوس برای فرار تلاش می‌کند، اما پس از کشمکش کوتاهی، کاستور به قلب او ضربه می‌زند. آرکانتوس به آتلانتیس‌ها ظاهر می‌شود و با دادن حکومت آتلانتیس به کاستور فرمانروایی او را به مردم آتلانتیس را اعطا می‌کند. سپس آتلانتیس‌ها به بازسازی تمدن خود ادامه می‌دهند.